# Grenois
Grenois é uma comuna francesa na região administrativa de Borgonha-Franco-Condado, no departamento Nièvre. Estende-se por uma área de 14,86 km². Em 2010 a comuna tinha 98 habitantes (densidade: 6,6 hab./km²).